# Macfie Sound
Der Macfie Sound ist eine Meerenge im William-Scoresby-Archipel vor der Küste des ostantarktischen Mac-Robertson-Lands. Sie verläuft in ost-westlicher Richtung zwischen den Inseln Islay und Bertha Island. An ihrer schmalsten Stelle erreicht sie eine Breite von 1,5 km. 
Wissenschaftler der britischen Discovery Investigations entdeckten sie 1936 und benannten sie nach Leutnant Archibald Frederick Macfie (1905–unbekannt) von den Reservestreitkräften der Royal Navy, der an der Erstellung der Landkarten dieser Forschungsreihe beteiligt war.